# Anne Henning
Anne Elizabeth Henning, po mężu Walker (ur. 6 września 1955 w Raleigh) – amerykańska łyżwiarka szybka, dwukrotna medalistka olimpijska i wicemistrzyni świata.

## Kariera
Specjalizowała się w dystansach sprinterskich. Największe sukcesy w karierze osiągnęła w 1972 roku, kiedy podczas igrzysk olimpijskich w Sapporo zdobyła dwa medale. Już w swoim pierwszym starcie, biegu na 500 m, zdobyła złoty medal, ustanawiając jednocześnie nowy rekord olimpijski. Dwa dni później zdobyła brązowy medal w biegu na 1000 m, przegrywając tylko z Moniką Pflug z RFN i Holenderką Atje Keulen-Deelstrą. Były to jej jedyne starty olimpijskie. Na rozgrywanych rok wcześniej mistrzostwach świata w wieloboju sprinterskim w Inzell zdobyła srebrny medal. Wyprzedziła ją jedynie Ruth Schleiermacher z NRD, a trzecie miejsce zajęła kolejna Amerykanka, Dianne Holum. W 1971 roku była też czternasta na wielobojowych mistrzostwach świata w Helsinkach. W 1972 roku Henning zakończyła karierę sportową.
Ustanowiła łącznie siedem rekordów świata.

### Mistrzostwa świata
- Mistrzostwa świata w wieloboju sprinterskim
  - srebro – 1971